# Deimos (mythologie)
Deimos (Gr. Δεῖμος) is een figuur uit de Griekse mythologie. Hij is de zoon van de oorlogsgod Ares en van Aphrodite, de godin van de liefde. Deimos is de personificatie van de paniek, en ging daarom geregeld gepaard met zijn tweelingbroer Phobos (angst). Gezamenlijk verschenen ze met hun vader op het slagveld.

## Trivia
- De twee manen van de planeet Mars werden Phobos en Deimos genoemd.